# 卡希拉区

卡希拉区（俄语：Каши́рский райо́н），俄罗斯联邦莫斯科州的一个行政区，位于该州南部。总面积646.09平方公里，总人口70,269（2010年）。行政中心位于卡希拉市。